# Communauté d'agglomération de Niort
Pour les articles homonymes, voir CAN.
Ne doit pas être confondu avec Communauté d'agglomération du Niortais.
La communauté d'agglomération de Niort (CAN) est une ancienne communauté d'agglomération française située dans le département des Deux-Sèvres et la région Poitou-Charentes.
À partir du 1er janvier 2014, elle est dissoute, et remplacée par la communauté d'agglomération du Niortais.

## Histoire

Le nouvel EPCI (la CAN fusionnée avec Germond-Rouvre et la Communauté de communes de Plaine de Courance) comparé à l'aire urbaine de Niort.

La communauté d’agglomération de Niort a été créée le 1er janvier 2000 (arrêté préfectoral du 31 décembre 1999) après dissolution des deux communautés de communes de Niort et de Chauray-Échiré-Saint-Gelais dans un contexte institutionnel rénové par la loi relative au renforcement et à la simplification de la coopération intercommunale (« loi Chevènement » du 12 janvier 1999).
Aux seize communes fondatrices viennent s’ajouter quatorze autres le 16 juillet 2000, pour former une Communauté d’Agglomération de trente communes au total. Le 31 décembre 2003, la commune de Saint-Symphorien se retire de la communauté d’agglomération, réduisant le nombre de communes membres à vingt-neuf.
Le 1er janvier 2014, la CAN, la communauté de communes de Plaine de Courance, et la commune de Germond-Rouvre fusionneront pour laisser place à un nouvel Établissement public de coopération intercommunale (EPCI), elle change de nom pour devenir la Communauté d'agglomération du Niortais
L’Histoire de la communauté d’agglomération de Niort est un élargissement progressif qui s’apparente de plus en plus à l’Aire Urbaine de Niort telle que définie par l’INSEE (77 communes et 149 220 habitants). La logique de l’approfondissement de la coopération intercommunale étant d’obtenir une adéquation entre le bassin de vie et l’échelle des instances de décisions qui le concernent.

## Contexte territorial

### Géographie
La CAN se situe dans le département des Deux-Sèvres, en Poitou-Charentes. Sa position sur des réseaux de transports multiples (autoroutes A10 et A83, desserte TGV) la place à 45 minutes de La Rochelle et de l’Océan Atlantique, 1h40 de Nantes, 1h50 de Bordeaux, et 2h30 de Paris.
La CAN s’étend sur 54 000 hectares et une distance de 35 km sépare ses extrémités Nord/Sud et Est/Ouest. Il s’agit d’un territoire comprenant des caractéristiques urbaines, périurbaines, et rurales.
Selon le Schéma de cohérence territoriale (SCoT), la CAN est composée de quatre secteurs : 
- Secteur nord (Villiers-en-Plaine, Saint-Maxire, Saint-Rémy, Sciecq, Echiré, Saint-Gelais).
- Secteur Marais (Coulon, Magné, Sansais, Le Vanneau-Irleau, Arçais, Saint-Georges-de-Rex, Amuré, Saint-Hilaire-la-Palud).
- Secteur Sud (Frontenay-Rohan-Rohan, Prin-Deyrançon, Le Bourdet, Epannes, Vallans, La Rochénard, Mauzé-sur-le-Mignon, Usseau, Priaire, Thorigny-Les quatre secteurs de la CAN selon le SCoT.

sur-le-Mignon).

Les quatre secteurs de la CAN selon le SCoT.

- Secteur Métropolitain (Niort, Bessines, Aiffres, Vouillé, Chauray).

|                                     |  |                                 |
| Le Marais Poitevin (secteur marais) |  | La plaine (secteur nord et sud) |

### Économie
Siège national des grandes mutuelles d’assurances (MAAF, MAIF, MACIF, SMACL, SMIP) et de la 1re société française d’assistance à la personne (IMA), ainsi que de l’ancienne filiale de la Camif, Camif Habitat, l’agglomération niortaise se caractérise principalement par la puissance de son pôle de services. Ce dernier fait d'ailleurs de Niort la quatrième place financière de France en termes de flux.
L’agglomération Niortaise profite également des retombées économiques générées par un tourisme important dans le Marais Poitevin (850 000 visiteurs en 2011), zone humide classée Grand site de France depuis 2010.
Par ailleurs, l’agriculture et l’industrie agroalimentaire participent au dynamisme économique du bassin de vie Niortais.

### Démographie
| Années                                                            | 1968   | 1975      | 1982    | 1990     | 1999 (Création de la CAN) | 2010    |
| ----------------------------------------------------------------- | ------ | --------- | ------- | -------- | ------------------------- | ------- |
| Population                                                        | 78 803 | 88 535    | 90 751  | 93 710   | 95 569                    | 102 834 |
| Variation de la population (par rapport au recensement précédent) |        | + 12,35 % | + 2,5 % | + 3,26 % | + 1,98 %                  | + 7,6 % |
| Densité moyenne CAN (hab./km2)                                    | 145,7  | 163,7     | 167,8   | 173,2    | 176,7                     | 190,1   |
| Densité moyenne France (hab./km2)                                 | 80,3   | 85        | 87,8    | 91,7     | 95,1                      | 102,1   |

## Composition[11]
La CAN rassemblait 102 834 habitants en 2010 (INSEE), ce qui la classe au quatrième rang régional en Poitou-Charentes, après la communauté d'agglomération de La Rochelle (147 178 hab.), le Grand Poitiers (135 011 hab), et la communauté d'agglomération du Grand Angoulême (105 421 hab.). Elle fait dorénavant partie des communautés d'agglomération de Poitou-Charentes à compter plus de 100 000 habitants.
Elle regroupe 29 communes : les neuf communes des trois cantons de Niort (Niort-Est, Niort-Nord, Niort-Ouest), huit communes du canton de Frontenay-Rohan-Rohan (seule Saint-Symphorien est absente), les huit communes du canton de Mauzé-sur-le-Mignon, ainsi que quatre autres communes (Aiffres, Thorigny-sur-le-Mignon, Villiers-en-Plaine et Vouillé) :
Le nombre de délégués communautaires par commune est déterminé en fonction du poids démographique des différentes communes et les deux règles suivantes doivent être respectées :
- Une seule commune ne peut disposer de plus de 50 % des sièges : Niort représente 55 % de la population de la CAN (57 325/102 834 hab.) mais dispose seulement de 44 % des sièges (45/102 sièges).
- Toutes les communes doivent disposer d'au moins un siège au Conseil communautaire, quel que soit leur poids démographique.

| Commune                | Maire                     | Étiquette        | Population (INSEE 2010) | Nombre de siège(s) |
| ---------------------- | ------------------------- | ---------------- | ----------------------- | ------------------ |
| Aiffres                | Jacques Billy             | Divers droite    | 5229                    | 7                  |
| Amuré                  | Jean-Jacques Guillet      | EELV             | 460                     | 1                  |
| Arçais                 | Joël Bourchenin           | Sans étiquette   | 608                     | 1                  |
| Bessines               | Jacques Moronval          | Divers gauche    | 1589                    | 2                  |
| Chauray                | Jacques Brossard          | UMP              | 5985                    | 6                  |
| Coulon                 | Michel Simon              | Divers gauche    | 2224                    | 3                  |
| Échiré                 | Thierry Devautour         | Divers droite    | 3336                    | 4                  |
| Épannes                | Dominique Vallée          | Sans étiquette   | 775                     | 1                  |
| Frontenay-Rohan-Rohan  | Brigitte Competissa       | PS               | 2982                    | 3                  |
| La Rochénard           | Sylvie Deboeuf            | Sans étiquette   | 561                     | 1                  |
| Le Bourdet             | Jean-Luc Clisson          | PCF              | 530                     | 1                  |
| Le Vanneau-Irleau      | Robert Gousseau           | Sans étiquette   | 919                     | 1                  |
| Magné                  | Gérard Laborderie         | Divers gauche    | 2820                    | 4                  |
| Mauzé-sur-le-Mignon    | Phillipe Mauffrey         | Divers droite    | 2800                    | 3                  |
| Niort                  | Jérôme Baloge             | UDI              | 57325                   | 45                 |
| Priaires               | Marie-Christelle Bouchery | Sans étiquette   | 120                     | 1                  |
| Prin-Deyrançon         | Jacques Morisset          | UMP              | 605                     | 1                  |
| Saint-Gelais           | Jean-Michel Texier        | Divers gauche    | 1743                    | 2                  |
| Saint-Georges-de-Rex   | René Mathé                | [Sans étiquette] | 408                     | 1                  |
| Saint-Hilaire-la-Palud | Olivier Marie             | Divers gauche    | 1597                    | 1                  |
| Saint-Maxire           | Christian Brémaud         | Divers gauche    | 1131                    | 1                  |
| Saint-Rémy             | Elisabeth Maillard        | Divers gauche    | 1027                    | 1                  |
| Sansais                | Rabah Laïchour            | Sans étiquette   | 776                     | 1                  |
| Sciecq                 | Nicole David              | Sans étiquette   | 582                     | 1                  |
| Thorigny-sur-le-Mignon | Gérard Gibault            | Sans étiquette   | 85                      | 1                  |
| Usseau                 | Gilbert Golaz             | Sans étiquette   | 913                     | 1                  |
| Vallans                | Joël Misbert              | PS               | 762                     | 1                  |
| Villiers-en-Plaine     | Alain Parrot              | PS               | 1694                    | 2                  |
| Vouillé                | Stéphane Pierron          | Divers gauche    | 3248                    | 4                  |

## Les Instances de décisions[12]

### La présidence
Le président de la CAN ordonne les dépenses et prescrit les recettes en cohérence avec le budget voté. Le conseil de communauté (voir infra.) lui délègue la gestion des affaires courantes. Une partie de ses fonctions est assurée par ses vice-présidents répartis en délégations thématiques (Politique de la ville, Culture/sports, Finances…).
| Président(e)       | Période                                              | Étiquette | Autres mandats                                                                  |
| ------------------ | ---------------------------------------------------- | --------- | ------------------------------------------------------------------------------- |
| Bernard Bellec     | avril 2001 - octobre 2002                            | PS        | Maire de Niort (1985-2003)                                                      |
| Alain Mathieu      | novembre 2002 - mai 2012 (décédé en cours de mandat) | PS        | Conseiller général du canton de Prahecq (1998-2012) Maire d’Aiffres (2001-2012) |
| Geneviève Gaillard | juillet 2012 - décembre 2013                         | PS        | Députée des Deux-Sèvres (depuis 1997) Maire de Niort (2008-2014)                |

### Le Conseil de Communauté[13]
Le Conseil de communauté est composé de 102 conseillers communautaires (avec 54 suppléants) issus des conseils municipaux de chaque commune et désignés par ces derniers. Il débat et vote les délibérations et le budget en séance publique.

### Le Comité d’orientations
Composé du Président et de neuf co-vice-présidents, il se réunit une fois par semaine pour faire le point sur les principaux dossiers en cours.

### Le Conseil de développement de la CAN (CDCAN)[14]

Logo du CDCAN

En accord avec la loi d’orientation pour l’aménagement et le développement (dite « loi Voynet ») de 1999, la CAN s’est dotée d’un Conseil de Développement.
Composé de plus de 70 membres issus du monde associatif, institutionnel, ou économique, le CDCAN a une fonction consultative auprès des élus sur l’aménagement du territoire et le développement durable du territoire. Son activité se concentre sur trois types de missions :
- Le travail collaboratif avec la CAN
- Les avis (émis sur saisine de la CAN)
- L’auto-saisine pour les dossiers relatifs aux commerces et services de proximité, aux potentialités du territoire à échéance 2030, et sur les collaborations territoriales à privilégier.

## Compétences de la CAN et politiques communautaires[15]
La CAN est un EPCI qui exerce de plein droit, en lieu et place de ses communes membres, des compétences obligatoires (imposées par la loi), optionnelles (choisies parmi cinq proposées par le législateur), ou facultatives (décidées par le Conseil de communauté). Voici, en fonction de ces différentes compétences, les politiques qui ont pu être mises en œuvre par la CAN.

### Les compétences obligatoires de la CAN

#### Développement économique
- Aménagement économique : création et gestion de zones d’activité économiques.
- Accès à l’immobilier pour les entreprises : commercialisation de terrains, mise à disposition gratuite de locaux à la « Pépinière » de Noron (20 entreprises hébergées).
- Accompagnement des projets d’entreprises : aides financières pour les porteurs de projets.
- Animation et promotion économique : participation à des projets tels que Calyxis, Niort terminal, la Maison de l’Économie Sociale et Solidaire, revitalisation du site de la CAMIF…

#### Aménagement de l’espace communautaire
- Organisation des transports urbains : les services de transports en commun sont assurés par la Société d’Économie Mixte des Transports de l’Agglomération Niortaise (délégation de service public) sur les 29 communes de la CAN avec 23 lignes (environ 450 km de réseau). Depuis 2012, la CAN accueille, par l’intermédiaire de l’association Unis-Cité, des jeunes volontaires du service civique dont le rôle est d’informer et de sensibiliser le public à l’utilisation des transports en commun. Ces « ambassadeurs des transports en commun » accompagnent aussi physiquement des personnes fragiles dans leurs déplacements en bus.  La CAN participe également à la Société Publique Locale Auto-Partage Poitou-Charentes.

|                                                          |  |                                                   |
| Bus Chronotan au niveau de la Place de la Brèche à Niort |  | Voiture électrique Mia d'auto-partage "RégionLib" |

- Schéma de Cohérence Territoriale (SCoT) : la CAN élabore ce document d’urbanisme qui conditionne toutes les politiques d’aménagement mises en œuvre sur son territoire (le SCoT est un document opposable).
- Création de Zones d’aménagement concerté : prise en compte des préoccupations locales et des dynamiques de développement sur le territoire.
- Zones de développement de l’éolien.

#### Équilibre social de l’habitat
- Programme local de l’Habitat (PLH) : la CAN pilote, finance, et évalue la mise en œuvre du PLH dont le but est tracer les grandes lignes de la politique de l'habitat en fonction des besoins des habitants du territoire.

#### Politique de la ville et cohésion sociale
- Contrat urbain de cohésion sociale (CUCS) : la CAN élabore ce document d’orientation stratégique qui définit un projet destiné à intégrer les territoires en difficultés (quartiers du Clou-Bouchet et de la Tour Chabot-Gavacherie) dans l’agglomération et à améliorer la vie quotidienne de leurs habitants.
- Plan local pour l’insertion et l’emploi (PLIE) : la CAN participe à l’accompagnement individuel dans la recherche d’emploi et la formation professionnelle.

### Les compétences optionnelles de la CAN

#### Assainissement
- La CAN réalise des travaux sur les réseaux d’assainissement collectif (dont la longueur totale est de 677,5 km) et d’eaux pluviales. On compte un total de 11 stations d’épurations sur le territoire de la CAN.
- La CAN contrôle les installations d’assainissement autonomes.

#### Protection et mise en valeur de l’environnement et du cadre de vie
- La CAN élabore un Plan Climat Énergie Territorial (PCET) dans une démarche de labellisation « Cit’ergie ».
- La CAN assure un Conseil en Énergie Partagée auprès des communes dans le but de mieux maîtriser leurs consommations en énergie, et d’optimiser leurs projets relatifs au bâti et à l’éclairage public.
- La CAN met en œuvre un Agenda 21 interne (à l’échelle des agents et des services).
- À travers sa Régie des Déchets Ménagers, la CAN prend en charge l’élimination et la valorisation des déchets sur son territoire. En 2012, la production de déchets ménagers et assimilés était de 619 kg/hab (ce chiffre atteignait 647 kg/hab en 2008). Un total de 24 986 tonnes de déchets a été reçu dans les 13 déchèteries de la CAN en 2012. Dans le cadre d’un programme de valorisation du compostage, 43,3 % des foyers de la CAN (7385 foyers) ont été équipés de composteurs.

#### Construction, aménagement, entretien et gestion d’équipements culturels et sportifs
- La lecture publique (bibliothèques):

En 2012, environ 530 000 documents ont été prêtés au public des 10 médiathèques de la CAN. Un « Bibliobus » assure un service de lecture publique itinérante. Le concours des « Palmes de la CAN » est également organisé annuellement pour récompenser les auteurs sélectionnés par des comités de lecture coordonnés par les bibliothécaires du territoire.
- Les sports d’eau :

Le parc de la CAN est composé de quatre piscines (Champommier, Pré-Leroy, Les Colliberts, et le centre aquatique des Fraignes) fréquentées par 340 000 usagers en 2012 et où sont présentes des associations de natation, aquagym, plongée, sauvetage, water-polo, bébé nageurs, etc. La CAN compte également deux bases nautiques (Noron et le Lidon) où sont présentes des associations d’aviron, canoë-kayak, ski nautique, voile, yole, jet-ski, etc. Chaque été, l’évènement « Niort Plage » aux jardins de Pré-Leroy est l’occasion pour les usagers de pratiquer des activités nautiques encadrées de plein air, telles que le stand up paddle.
- L’apprentissage et la pratique des arts plastiques :

Trois écoles d’arts plastiques (Pablo-Picasso à Niort, Camille-Claudel à Echiré, et celle de Saint-Hilaire-la-Palud)  proposent des cours de dessin et de peinture pour tous publics.
- L’apprentissage et la pratique de la musique et de la danse :

Le conservatoire Auguste-Tolbecque à rayonnement départemental se décline sur trois lieux : «Du Guesclin » à Niort (danse et musique), « Jean-Déré » à Chauray (musique), et « Désiré Martin-Beaulieu » à Vouillé (danse et musique). En 2012, 55 professionnels ont enseigné à 1166 élèves plus de 40 disciplines.

### Les compétences facultatives de la CAN
- Patrimoine d’intérêt communautaire :

La CAN gère le musée Bernard d’Agesci (11 560 visiteurs en 2012) et le Donjon de Niort (12 860 visiteurs en 2012), tous deux labellisés Musées de France. Il est possible d’organiser au Donjon de Niort des anniversaires costumés pour enfants (avec le Moyen Âge comme thématique).Le château du Coudray-Salbart, et le château de Mursay sont également gérés par la CAN.
| Le Donjon de Niort |  | Le château du Coudray-Salbart |  | Le château de Mursay |
| Le Donjon de Niort |  | Le château du Coudray-Salbart |  | Le château de Mursay |

- Création ou aménagement et entretien de voiries communautaires
- Enseignement universitaire, formation supérieure et recherche :

La CAN participe particulièrement au fonctionnement du Pôle Universitaire de Niort reconnu pour sa formation aux métiers de l’assurance. Ce pôle est une délocalisation de l’Université de Poitiers.
- Création, aménagement et gestion des terrains d’accueil des gens du voyage :

La CAN compte cinq aires de passage ou d’accueil pour les gens du voyage. 
- Tourisme :

L'office de Tourisme communautaire assure les missions de promotion du territoire, d’information, d’accueil et de commercialisation. 
- Étude sur le développement des énergies renouvelables

## Finances locales
La fiscalité assise sur l'activité des entreprises (CFE, CVAE, TASCOM, IFER…) représente 58 % des recettes fiscales de la CAN (20,62 M€).
La fiscalité qui touche les ménages (taxe d'habitation, taxe foncière sur les propriétés non bâties, taxe de séjour…) représente 42 % des recettes fiscales de la CAN (14,85 M€).
| Années                     | 2007       | 2008       | 2009       | 2010       | 2011       | 2012       |
| Section investissement     |            |            |            |            |            |            |
| Dépenses en € (emplois)    | 33 795 000 | 28 037 000 | 38 778 000 | 36 687 000 | 58 731 000 | 44 941 000 |
| Recettes en € (ressources) | 35 268 000 | 33 336 000 | 29 973 000 | 47 177 000 | 53 848 000 | 44 164 000 |
| Section fonctionnement     |            |            |            |            |            |            |
| Dépenses en € (charges)    | 54 843 000 | 54 909 000 | 52 872 000 | 58 561 000 | 61 624 000 | 67 936 000 |
| Recettes en € (produits)   | 63 605 000 | 64 507 000 | 64 245 000 | 66 718 000 | 74 424 000 | 78 488 000 |